# Leandra clidemioides
Leandra clidemioides là một loài thực vật có hoa trong họ Mua. Loài này được (Naudin) Wurdack mô tả khoa học đầu tiên năm 1984.